# Mastrus longicauda
Mastrus longicauda là một loài tò vò trong họ Ichneumonidae.